# Tennis Channel Open 2003
Il Tennis Channel Open 2003 è stato un torneo di tennis giocato sul cemento.
È stata la 16ª edizione del Tennis Channel Open,che fa parte della categoria International Series nell'ambito dell'ATP Tour 2003.
Si è giocato a Scottsdale in Arizona dal 3 marzo al 10 marzo 2003.

## Campioni

### Singolare
Lleyton Hewitt ha battuto in finale  Mark Philippoussis con il punteggio di 6–4, 6–4

### Doppio
James Blake /  Mark Merklein hanno battuto in finale  Lleyton Hewitt /  Mark Philippoussis con il punteggio di 6–4, 6(2)–7, 7–6(5)